# Arachnids in the UK
Arachnids in the UK es el cuarto episodio de la undécima temporada moderna de la serie británica de ciencia ficción Doctor Who, emitido originalmente el 28 de octubre de 2018 por BBC One. Está escrito por el productor ejecutivo Chris Chibnall y dirigido por Sallie Aprahamian.
En el episodio, la viajera del tiempo Decimotercer Doctor (Jodie Whittaker) trae a sus amigos humanos Graham O'Brien (Bradley Walsh), Ryan Sinclair (Tosin Cole) y Yasmin Khan (Mandip Gill) de regreso a Sheffield, donde descubren un grave problema, al descubrir arañas gigante deambulando por la ciudad. Las estrellas invitadas incluyeron a Chris Noth y Shobna Gulati, con Sharon D. Clarke repitiendo su papel de Grace O'Brien.
El episodio fue visto por 8,22 millones de espectadores y recibió críticas generalmente positivas de los críticos.

## Sinopsis
Al regresar a Sheffield, la Decimotercer Doctor se encuentra con la familia de Yasmin junto a Ryan, mientras Graham se dirige a su casa para llorar la muerte de Grace. Después de que Yasmin se va a buscar a su madre, Najia Khan, la Doctor y Ryan se encuentran con una aracnóloga, la Dra. Jade McIntyre, mientras trataba de conocer a la vecina de la familia de los Khan. Al entrar, el grupo descubre que su dueña, la colega de McIntyre, fue asesinada por una gran araña. Después de que Graham se reúne con ellos al encontrar algo similar en su casa, el grupo descubre que McIntyre ha estado investigando patrones de comportamiento extraños en los ecosistemas de arañas, luego de suspender los experimentos con arañas en su laboratorio. La Doctor deduce que las arañas gigantes y los patrones de comportamiento están vinculados a un complejo hotelero de lujo recientemente construido, en el que Najia trabajó hasta hace poco, luego de ser despedida por el rico propietario estadounidense del hotel, Jack Robertson.
Al llegar al hotel y junto a Robertson, Yasmin y Najia, el grupo descubre que las arañas han infestado el complejo y que ahora están encerradas por ellos. Mientras Ryan y Graham capturan una araña para examinarla, el resto del grupo descubre que las arañas provienen de túneles mineros abandonados debajo del complejo, descubriendo los cuerpos del guardaespaldas y el asistente personal de Robertson. Una investigación adicional pronto revela que los túneles fueron utilizados como vertedero de desechos industriales por una de las empresas de Robertson. McIntyre, quien revela a la Doctor que sus experimentos involucraron arañas genéticamente modificadas, se da cuenta de que las arañas gigantes son descendientes de un espécimen que había sido arrojado por la misma compañía, creyendo que estaba muerto. La Doctor teoriza que la toxicidad del vertedero los ha mutado aún más.
Para matarlas humanamente, el grupo atrae a la descendencia a una sala de pánico que Robertson construyó en el hotel, antes de encontrar el espécimen en el salón de baile. Al encontrarlo, la Doctor y McIntyre se dan cuenta de que la araña está muriendo por dificultades respiratorias debido a su tamaño masivo. Antes de que la Doctor pueda asegurarse de que muera humanamente, Robertson lo mata con el arma de su guardaespaldas, para su disgusto. Con la situación resuelta, Ryan, Yasmin y Graham contemplan regresar a sus vidas normales, pero deciden ver más del universo con la Doctor, para la felicidad de esta.

## Casting
Después de que se emitió el primer episodio, The Woman Who Fell to Earth, se confirmó que Chris Noth y Shobna Gulati estarían entre varios actores invitados que aparecerían en la serie.

## Difusión y recepción

### Calificaciones
Arachnids in the UK fue visto por 6,43 millones de espectadores durante la noche, una participación del 29,3% de la audiencia total de televisión, lo que lo convierte en el segundo programa más visto durante la noche, y el tercero por la semana en noches en todos los canales.  El episodio tuvo una puntuación del Índice de Apreciación del Público de 83. Recibió un total oficial de 8,22 millones de espectadores en todos los canales del Reino Unido, lo que lo convierte en el cuarto programa más visto de la semana.
En Estados Unidos, la transmisión en BBC America tuvo 900.000 espectadores por la noche.

### Recepción crítica
El episodio fue recibido con críticas generalmente positivas. Tiene una calificación de aprobación del 87% basada en 30 reseñas de Rotten Tomatoes, con una calificación promedio de 7,22/10. El consenso crítico dice:

Espeluznante, repugnante y repleto de estrellas invitadas de primera clase, Arachnids in the UK se siente como una película B de gran presupuesto, que proporciona otro juego encantador para el equipo TARDIS.